# Стратегикон Маврикия

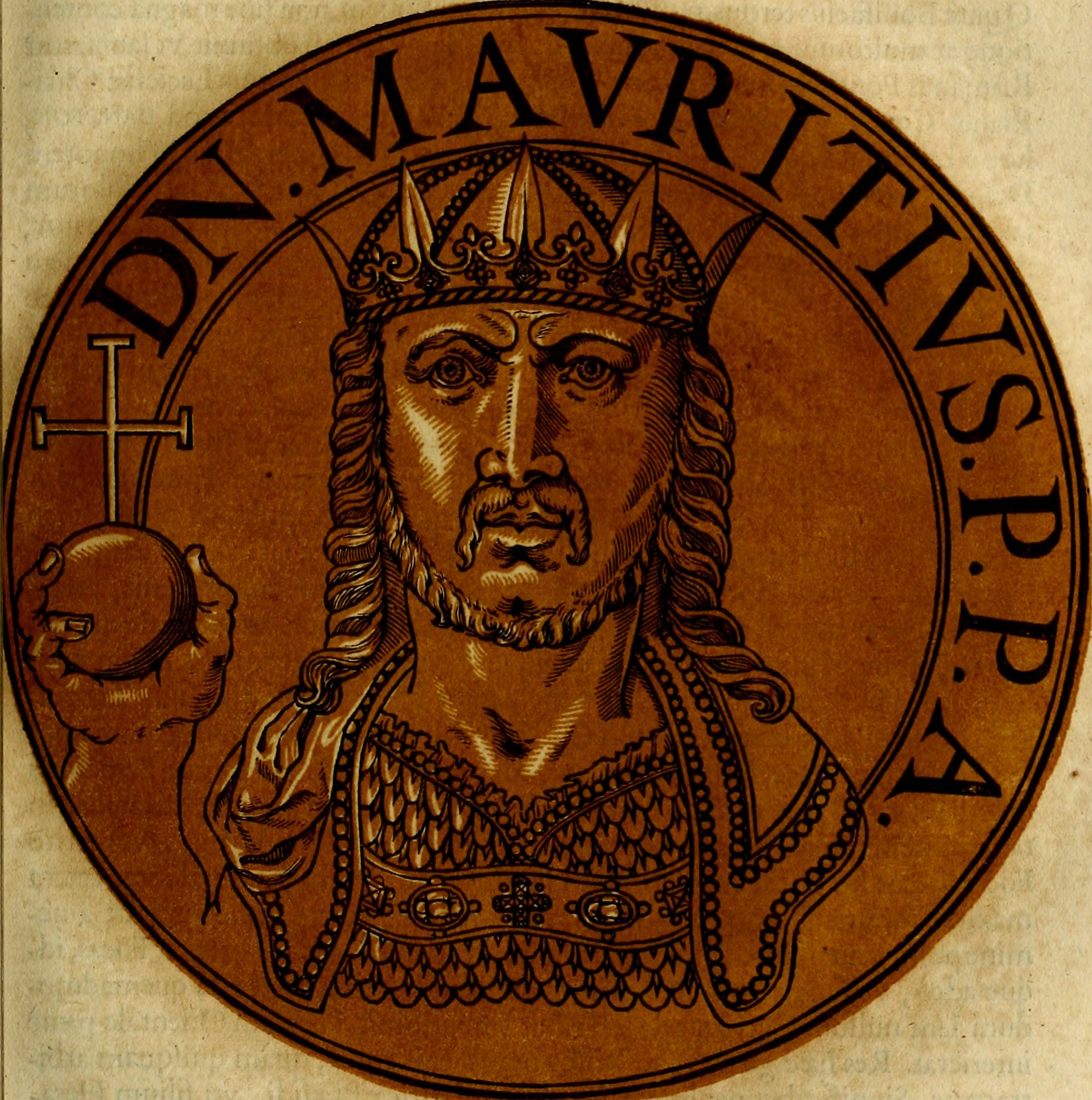
Изображение императора Маврикия

«Стратегикон» Маврикия  (греч. Στρατηγικόν) — византийский военный трактат конца VI — начала VII веков, считающийся самым значительным памятником византийской военной науки. Наиболее вероятным автором данного произведения считается император Маврикий. Во всяком случае ему принадлежала инициатива в создании, редактировании и санкционировании «Стратегикона» в качестве официального руководства византийской армии. Этот обширный труд, включающий изложение как стратегических, так и тактических сведений, содержал значительное количество военных нововведений, отражавших изменения в военной и общественной жизни Византийской империи, произошедших к рубежу VI—VII веков.

## Текст

### Рукописи и издания
Оригинальное название «Стратегикона» не известно; традиция называть произведение именно так восходит к его первому научному изданию, подготовленному библиотекарем кардинала Барберини Л. Холстеном и осуществлённому в 1664 году И. Шеффером в Уппсале. Старейшая и лучшая сохранившаяся рукопись (Codex Mediceus — Laurentianus LV-4), созданная по инициативе Константина Багрянородного озаглавлена др.-греч. Ούρβκίου τακτικά στρτηγικά, изготовленная после 959 года рукопись Codex Ambrosianus gr. 139 (B 119 sup.) имеет более длинное название др.-греч. Μαυρικίου τακτικά τού έπί τού βασλέος Μαυρικίου γεγονότος, в трёх остальных рукописях (парижской, неаполитанской и ватиканской) она называется др.-греч. Μαυρικίου στρτηγικόν.
К настоящему времени издание Шеффера практически утратило своё научное значение. В 1970 году румынский филолог Х. Михэеску подготовил новое издание, которое хотя и стало шагом вперёд, вызвало замечания, поскольку в нём была учтена только часть рукописных чтений. Осуществлённое в 1984 году под руководством Дж. Дэнниса издание также оказалось не лишено недостатков — в нём оказалась опущена нумерация параграфов трактата, изменена нумерация глав и книг. При этом Дэннис не учитывал многие конъектуры Михэеску, в результате чего более современное издание не заменило прежнее. Первый перевод «Стратегикона» на русский язык появился в 1903 году и был выполнен М. А. Цыбышевым с латинского издания Шеффера. Подготовленный в 2004 году перевод В. В. Кучмы основывался на всех имевшихся к тому времени изданиях. Отличающееся точностью перевода и снабжённое обширным справочным аппаратом, издание было высоко оценено специалистами.

### Автор
Несмотря на то, что названия рукописей предлагают только два варианта имени автора — «Урбикий» и «Маврикий», исследователями было предложено значительное количество других кандидатур. Средневековая историография единогласно приписывала авторство императору Маврикию. Первая альтернативная версия принадлежит Шефферу, признававшему в качестве автора тёзку императора; её сторонником были немецкий филолог и археолог Р. Фёрстер и русский византинист Ю. А. Кулаковский. Среди сторонников авторства императора Маврикия в XIX веке были Ф. Гаазе и Г. Кёхли, в начале XX века Ф. Осарес. Авторство Урбикия защищали Р. Вари и Р. Гроссе; по мнению Дж. Т. Дэнниса, само слово «Урбикий» в данном контексте является ошибочно написанным словом «Маврикий». Немецкие византинисты К. Э. Цахариэ фон Лингенталь и К. Крумбахер отстаивали авторство Руфа, полководца VIII века, однако эта теория не получила поддержки. Другие точки зрения предполагали авторство императора Ираклия или полководца Филиппика. В работах советских историков встречались различные точки зрения, например, некоторые считали автором неизвестного византийского писателя и военного теоретика, который фигурировал под условным именем Псевдо-Маврикий. Таким образом, считается, что при современном состоянии исследований вопрос об авторстве «Стратегикона» однозначно решён быть не может.

### Датировка
Датировка произведения также производится с учётом косвенных признаков по указаниям основных противников империи (персы, лангобарды ставшие врагами империи после 568 года, авары, славяне и анты), а также упоминания отдельных военных эпизодов. В результате появление «Стратегикона» относят к концу правления Маврикия или царствованию Фоки.

## Содержание

### Структура
В различных изданиях «Стратегикона» используется различное деление текста. В современном русском переводе, вслед за изданием Дэнниса 1981 года, используется разделение на 12 книг:
1. Введение;
2. О боевых построениях кавалерийских формирований;
3. О построениях тагм;
4. Об организации засад;
5. Об обозе;
6. О различных построениях и упражнениях;
7. 1. О стратегии
  2. О том, что должно быть обеспечено в день сражения;
8. 1. Об общих принципах военной науки;
  2. Назидания;
9. О неожиданных нападениях;
10. Об осаде и обороне городов;
11. О военных обычаях разных народов;
12. О боевых порядках.

### Влияние предшественников
Во введении к «Стратегикону» его автор заявляет, что его задачей является «передать опыт, заимствованный у древних и накопленный в повседневной практике», однако далее в тексте эти источники явно не называются. Также определение источников руководства осложнят то, что автор не копировал из трудов своих предшественников, а творчески перерабатывал их.
Среди источников Маврикия обычно называют Асклепиодота, Онасандра, Элиана, Арриана и Вегеция.
Автор «Стратегикона» был знаком с деятельностью полководцев прошлого — им упоминаются имена императоров Траяна и Деция, персидского шаха Пероза, дважды упоминается Ганнибал, Сципион Африканский и Лузий Квиет. Главы, посвящённые воинским наказаниям свидетельствуют о влиянии Руфа, автора «Leges militares». В свою очередь, эта часть «Стратегикона» была включена в Эклогу, а затем в «Тактику» императора Льва VI.

### Основные идеи
Автор начинает трактат с моления о заступничестве Святой Троице, Спасителю, Деве Марии и всем святым. Источником знания называется опыт предшественников. Поскольку победа дается Богом, то полководец (стратиг) должен особенно заботиться о благочестии и справедливости. Мягкость и жестокость одинаково вредны, так как первое производит непослушание, а второе ненависть. Также облик военачальника украшает скромность, невозмутимость и простота в быту и одежде.

#### 1 книга
В I книге Маврикий рекомендует солдатам (стратиотам) упражнение в скоростной стрельбе из лука («ромейским» и персидским способами). Не менее важна для воина экипировка: панцирь, шлем (κασσίς: каска) с султаном, лук, колчан на 30-40 стрел, меч и аварское копье. Солдаты низкой квалификации из иноплеменников вооружались лишь копьями и щитами. Конные воины должны были иметь при себе провиант на 3-4 дня. Для защиты от дождя необходимо было иметь войлочные плащи-гунии. Для привалов полезны палатки аварского типа. Маврикий перечисляет подразделения византийской армии: десяток, сотня, тагма (400 солдат), мира (3000 солдат). Три миры образуют третью часть войска: либо один из флангов, либо центр. Более крупные подразделения Маврикий считал неуправляемыми и нецелесообразными. Одиночные солдаты выполняют функции стражников. Тагму возглавляет комит, миру дук, а группу мир стратилат. На уровне тагмы у подразделения появляется отдельное знамя, которое несет знаменосец (бандофор). Во время сражения солдаты делятся на атакующих (курсоров), прикрывающих (дефензоров) и санитаров (депотатов). Во время маршей необходимы дозорные (антикенсоры). Необходимым аспектом существования войска является послушание низших высшим. Команды отдавались как на греческом, так и на ромейском языке. Маврикий предписывает обезглавливание за непослушание комиту, бегство с поля боя или мародерство. Если бегство затронуло крупное подразделение, то казнится каждый десятый. Преступлением считалось и утеря оружия.

#### 2-3 книга
Во II книге Маврикий отмечает, что в войне главное не только храбрость солдат, но также наличие резервов и хитрость полководца (фланговые обходы и внезапность удара). Паническое бегство солдат может предотвратить вторая линия. Офицеры (архонты) должны избегать непосредственного участия в бою, так как их гибель приводит войско в смятение. Полезным и важным Маврикий считал организацию богослужений в армии и восклицание «Господи, помилуй» перед выходом войск из укреплений и т. д..
В III книге описываются различные команды: сомкнуться, рассредоточиться, не отставать, марш, стоять, к бою, отход, налево, направо, кругом. Внимание обеспечивается звуком горна, поднятием руки или ударом по щиту. Для того, чтобы армия действовала как единое целое необходимы смотры и построения.

#### 4-6 книга
В IV книге Маврикий упоминает засады и отмечает их эффективность. Они предписывает устраивать замаскированные ямы («гиппокласты») и притворным бегством заманивать в них врагов. На дне некоторых из ям могут быть установлены заостренные колья. Однако подобная тактика требует времени и усилий. которые могут быть замечены внимательным врагом. Маврикий упоминает «фигомахию» (маневренную войну, состоящую из изматывающих врага отступлений и внезапных нападений из засад).
V книга посвящена обозам, в которых хранится провиант (сухари и молотое зерно) и фураж. Во время сражения обоз не должен быть слишком близко. В VI книге описываются четыре построения: скифское, аланское, африканское и италийское. При скифском построении наступление ведется по флангам с целью окружения противника. Аланское построение подразумевает заманивание врага с помощью притворного отступления.

#### 7 книга
В VII книге Маврикий переходит к стратегии, замечая, что стратег должен хорошо знать сильные и слабые стороны своего противника, чтобы защититься и нанести эффективный удар. «Действия на войне подобны охоте», пишет он. Разноплеменное войско разлагается с помощью дипломатии и подкупа. Знамёна должны быть освящены, патрули знать перемещения противника, а солдаты должны быть воодушевлены речью своего полководца. Пленных всегда нужно показывать в жалком виде, чтобы у солдат выработалось презрение к врагу. Во время боя не следует задействовать соплеменников врагов. Стратегу следует собирать военный совет для принятия коллективного решения. Против сильного врага необходимо оттягивать генеральное сражение, но ударить по его слабому звену, чтобы воодушевить воинов. Маврикий строго запрещает мародерство, так как стратиоты могут оказаться беззащитны во время контрудара. Раненых стратег должен приободрять, а погибшим воздавать необходимые почести. В случае поражения нужно прибегать к фигомахии. В определённых случаях имеют место даже мирные переговоры. В случае победы нужно стремиться к полному уничтожению врага. Для повышения духа стратиоты утром и вечером должны петь трисвятое.

#### 8-9 книга
В VIII книге Маврикий упоминает о наказаниях. Он критикует принцип коллективной вины, который может сплотить провинившихся и способствовать заговору. В отношении с подчиненными следует быть приветливым и заботливым. «Не превозноситься в удачах и не падать духом в тяжелых обстоятельствах — вот достоинство твердого характера». Иногда для воодушевления следует даже сообщать о мнимых победах, свои поражения необходимо всячески затушевывать. Во время войны провинившимся воинам стоит предоставить шанс исправления. Своих погибших нужно погребать тайно, а трупы врагов оставлять на всеобщее обозрение. Некоторым врагам следует проявлять радушие, чтобы поссорить их между собой. Во вражеской земле грабежам следует подвергать лишь знатных, чтобы заручиться поддержкой простолюдинов. Осажденным следует оказывать милость, чтобы их оборона не сделалась ожесточенной. При отступлении необходимо пустить врага по ложному следу, разжигая огни. «следует стремиться вести войну лучше на чужой земле, чем на своей».
В IX книге описаны всевозможные внезапные нападения. Противника можно дезориентировать видимостью примирения, после чего нанести решительный удар. Также внезапность достигается ночью «за два или три часа до рассвета» или когда противник во время перехода ещё не выстроился в боевой порядок.

#### 10 книга
В X главе описаны правила осады. Прежде всего патрули должны контролировать все входы и выходы. Осажденным необходимо предоставить условия сдачи, чтобы они не ожесточились и не сплотились. Неподготовленных атак следует избегать, чтобы поражение нападающих не ободрило осажденных. Лагерь осаждающих должен быть расположен на расстоянии 1-2 миль от линии фронта, чтобы солдаты могли отдохнуть. Осажденных следует постоянно тревожить шумом и угрозой нападения. При возможности, противника стоит осыпать огненосными стрелами. При обороне Маврикий рекомендовал использовать мешки с песком. Осадные орудия стоит пытаться уничтожать внезапными вылазками. Гражданское население следует задействовать в обороне, чтобы у него не было соблазна поднять мятеж. За питьевой водой в цистернах должен быть установлен надзор и нормированное потребление. Дезинфекция воды осуществлялась посредством уксуса. Маврикий рекомендовал дезинформировать противника посредством слухов.

#### 11-12 книга
В XI книге собрана этнографическая информация об основных противниках. Персы описываются как порочные, лицемерные и раболепные, однако они любят свое отечество и терпеливо переносят тяготы войны. Они отличные лучники, однако во время сильного ветра их преимущество утрачивается. Под народом скифов Маврикий собирательно понимает турок и аваров, ведущих кочевой образ жизни. Поэтому они водят с собой большое количество скота. Маврикий полагает, что от долгого сидения в седле они даже «утратили привычку ходить пешком». Скифы нередко создают иллюзию бегства, чтобы на контратаке разбить врага. К светловолосым народам Маврикий относит франков и лангобардов. Они ценят свободу, но тяжело переносят невзгоды. Далее Маврикий упоминает склавов и антов, которые живут в лесах в состоянии вражды и анархии (у них много вождей). «Их реки впадают в Данувий». Они вооружены исключительно дротиками и луками.
В XII книге описывается боевой клич ромеев: «Помоги Боже», а также правила облавной охоты и устройство военного лагеря.

### Издания
- Arriani Tactica & Mauricii Artis Militaris Libri Duodecim. Omnia, Nunquam Ante Publicata, Græce Primus Edit, Versione Latina Notisque Illustrat / Schefferus J.. — Upsaliae, 1664.
- Mihăescu H. Mauricius artă militariă. — Bucuresti, 1970.
- Maurice's Stratégikon: Handbook of Byzantine Military Strategy / George T. Dennis. — University of Pennsylvania Press, 1984. — 178 p.
- Стратегикон Маврикия / Издание подготовил В. В. Кучма. — СПб.: Алетейя, 2004. — 248 с. — (Византийская библиотека. Источники). — 1000 экз. — ISBN 5-89329-692-3.

### Исследования
на английском языке
- Whitby, M. The Emperor Maurice and his Historian – Theophylact Simocatta on Persian and Balkan Warfare. — Oxford: Oxford University Press, 1988. — ISBN 0-19-822945-3.

на немецком языке
- Förster R. Studien zu den Griechischen Taktikern (недоступная ссылка — история) (нем.) // Hermes. — Franz Steiner Verlag, 1877. — Bd. 12, H. 4. — S. 426—471.
- Krumbacher K. Geschichte der byzantinischen Literatur von Justinian bis zum Ende des Oströmischen Reiches. — München, 1897. — 1193 p.
- Zachariae von Lingenthal K. E. Wissenschaft und Recht für das Heer vom VI bis zum Anfang des X. Jahrhunderts // Byzantinische Zeitschrift. — 1894. — Т. 3. — С. 437—457.

на русском языке
- Козлов А. С. Стратегикон Маврикия (рецензия) // Византийский Временник. — М.: Наука, 2006. — № 65 (90). — С. 272—279. — ISBN 5-02-010364-0.
- Кулаковский Ю. А. Рецензия на русский перевод «Стратегикона» // ЖМПН. — СПб., 1903. — Т. 350. — С. 525—553.
- Кучма В. В. «Стратегикос» Онасандра и «Стратегикон» Маврикия: Опыт сравнительной характеристики // Византийский временник. — М.: Наука, 1982. — № 43. — С. 35—53.
- Люттвак Э. Стратегия византийской империи. — М.: Университет Дмитрия Пожарского, 2010. — 644 с. — ISBN 978-5-91244-015-1.
- Нефёдкин А. К. Маврикий и Арриан: к проблеме источников «Стратегикона» // Византийский временник. — Наука, 2002. — Т. 61. — С. 38—48. — ISBN 5-02-008771-8.
- Нефёдкин А. К. Рецензия: Стратегикон Маврикия/ Пер. В. В. Кучмы. СПб.: Алетейя, 2004 // Византийский временник. — Наука, 2009. — Т. 68. — С. 265—268. — ISBN 5-02-008771-8.
- Пигулевская Н. В. Византия и Иран на рубеже VI-VII вв. / Отв. редактор акад.  В. В. Струве. — Труды института востоковедения. — М.‒ Л.: Издательство Академии наук СССР, 1946. — Т. XLVI. — 291 с.
- Шувалов П. В. Урбикий и «Стратегикон» Псевдо-Маврикия (часть 1) // Византийский временник. — М.: Наука, 2002. — Т. 61 (86). — ISBN 5-02-010301-2.
- Шувалов П. В. Урбикий и «Стратегикон» Псевдо-Маврикия (часть 2) // Византийский временник. — М.: Наука, 2005. — Т. 64 (89). — ISBN 5-02-088771-8.

на французском языке
- Foucault J. A. de, Dain A. Urbicius ou Mauricius? (фр.) // Revue des études byzantines. — 1968. — Vol. 26, no 26. — P. 123—136.
- Aussaresses, F. L'Armée Byzantine À La Fin Du VIe Siècle (D'après Le Strategicon de L'Empereur Maurice). — Paris: Fontemoing, 1909.

- перевод:  Осарес Ф. Византийская армия в конце VI века (по "Стратегикону" императора Маврикия). — СПб.: Издательство Санкт-Петербургского университета. — (Res Militaris). — ISBN 978-5-288-04381-9.